# 以色列活不過25年
「以色列活不過25年」是伊朗最高領袖阿里·哈梅內伊於2015年核協議框架達成後發表的強硬言論之一，並經其官方Twitter帳號公開發佈。哈梅內伊的官方網站將此語句評為當年「最重要與最具記憶點」的一句話。自此以後，該句話被反覆用於國內宣傳、聖城日等活動，成為伊朗對以政策的象徵性口號。
哈梅內伊曾指出，這一言論針對的是以色列政府而非猶太民族，其目的在於表達對猶太復國主義的敵意。該標語曾登上德黑蘭街頭的行事曆展示板上，並由與伊斯蘭革命衛隊關係密切的塔斯尼姆通訊社形容為「伊斯蘭覺醒」的象徵。
2023年，以色列國內爆發司法改革爭議及持續示威之際，哈梅內伊與伊朗總統易卜拉欣·萊希皆宣稱，以色列的滅亡將在2040年之前，即「遠早於25年內」發生。

## 背景
在2015年伊朗與P5+1集團集團達成核協議後，以色列政府宣稱，協議簽署可保證未來25年內伊以之間不會爆發戰爭，以色列的國家安全將有所保障。作為回應，哈梅內伊表示：「我首先要告訴你們，以色列活不過25年；其次，在這段期間，伊朗將保持英雄精神、堅定態度與聖戰決心，而你們則將每一刻都處於焦慮與擔憂之中。」
2016年12月，哈梅內伊在與巴勒斯坦伊斯蘭聖戰組織的領導人拉馬丹·沙拉赫會面時再度強調：「若巴勒斯坦與穆斯林能聯合起來對抗猶太復國主義，那麼這個政權25年後將不再於世。」

## 以色列反應
以色列總理本雅明·內塔尼亞胡隨即作出反擊，批評哈梅內伊的言論無助於緩和局勢，並指：「哈梅內伊甚至不允許協議的支持者有任何舉動，讓他們對此抱有幻想。」內塔尼亞胡強調：「這種預言不會成真。以色列是一個堅強的國家，將會變得更強。」